# Catharus occidentalis
El zorzalito piquipardo (Catharus occidentalis) es una especie de ave en la familia Turdidae.

## Distribución y hábitat
Es endémica de México.
Su hábitat natural son los bosques montanos húmedos subtropicales o tropicales.

## Descripción
Su corona, dorso y alas son marrones. Su cara es gris claro. Su garganta y vientre son gris claro. Su pecho es gris claro con pintas oscuras. Los ejemplares juveniles poseen mayor densidad de pintas en el pecho y los laterales.